# Long Jack Phillipus Jakamarra
Long Jack Phillipus Jakamarra, auch Phillipus, Longjack Phillipus und Jack Phillipus genannt (* 1932 in Kalipinypa bei Kintore im Northern Territory, Australien), ist ein australischer Aborigines-Künstler. Er ist 2020 gestorben.

## Leben
Long Jack wuchs im Westen des Mt Farewell auf und ging im Teenageralter mit seiner Familie nach Haasts Bluff. Dort heiratete er Georgette Napaltjarri, mit der er zwei Söhne und drei Töchter hat. 1962 zog er nach Papunya, wo er mit dem Kunstlehrer Geoffrey Bardon bekannt und zu einem führenden Mitglied der Künstlerbewegung Papunya Tula wurde. 1984 erfolgte seine Ordination zum lutherischen Pastor.

## Malerei
Long Jack malte an die Wände des Schulgebäudes in Papunya zwei kleinere Wandgemäldes, die die Witwen- und Wallaby-Traumzeit abbildeten. Später war er an dem großen Honigtopfameisen-Wandgemälde mit Kaapa Tjampitjinpa, Billy Stockman Tjapaltjarri und anderen beteiligt. Dieses Wandgemälde gilt als Ausgangspunkt der Malerei im Stil des Dot-Paintings. Die genannten Wandgemälde sind verloren gegangen.
Seine Traumzeit-Themen, die er auf seinen Gemälden dargestellt, sind Spinifex-Wallaby, Kookaburra, Dingo, Possum und Emu.
1983 gewann Long Jack den Northern Territory Golden Jubilee Art Award und 1984 den ersten Preis des Caltex Art Award.
In den frühen 1990er Jahren war er Präsident der Papunya Tula Artists, einer Künstlergemeinschaft der Aborigines.

## Sammlungen
Werke von ihm befinden sich in öffentlichen und privaten Sammlungen, vor allem in Australien.
- Art Gallery of South Australia in Adelaide
- Art Gallery of Western Australia in Perth
- Department of Archaeology and Anthropology, Australian National University in Canberra.
- Museum and Art Gallery of the Northern Territory in Darwin
- Museum of Victoria in Melbourne
- National Gallery of Australia in Canberra
- National Gallery of Victoria in Melbourne
- Kelton Foundation in Santa Monica in den USA